# Бридон, Джек
Джон Но́рман Бри́дон (англ. John Norman Breedon; 29 декабря 1907 — 12 декабря 1967), более известный как Джек Бри́дон (англ. Jack Breedon) — английский футбольный вратарь и футбольный тренер.
Выступал за профессиональные футбольные клубы «Барнсли», «Шеффилд Уэнсдей», «Манчестер Юнайтед» и «Бернли». Также во время войны был гостевым игроком «Болтон Уондерерс», «Бернли» «Манчестер Сити» и «Рочдейла». После завершения карьеры игрока был главным тренером в английских клубах «Галифакс Таун» и «Брэдфорд Парк Авеню».

## Карьера футболиста
Уроженец Саут-Хиндли, Бридон работал шахтёром на местной шахте, параллельно выступая за любительскую футбольную команду. В сентябре 1928 года подписал контракт с клубом Второго дивизиона Футбольной лиги «Барнсли». Провёл в клубе два сезона, но не смог стать игроком основного состава, сыграв только 8 матчей в лиге. В ноябре 1930 года перешёл в клуб Первого дивизиона «Шеффилд Уэнсдей». Там он также не стал основным вратарём, выступая сменщиком для Джека Брауна, вратаря сборной Англии. За пять сезонов в составе «Уэнсдей» провёл за клуб 45 матчей в чемпионате.
В июле 1935 года перешёл в «Манчестер Юнайтед» за 350 фунтов. Дебютировал за клуб 31 августа 1935 года в первом матче сезона против «Плимут Аргайл», пропустив три мяча в свои ворота. После этого потерял место в основном составе; в следующем матче место в воротах занял Джек Холл, который был основным вратарём «Юнайтед» в том сезоне. Бридон же сыграл только 3 матча в сезоне 1935/36, в котором команда выиграла Второй дивизион. В сезоне 1936/37 Джек Холл покинул «Юнайтед», но Бридон и после этого не смог стать основным вратарём команды: первым номером команды стал североирландский новичок Томми Брин, а Бридон сыграл только 1 матч за весь сезон. В сезоне 1937/38 Джек сыграл в 9 матчах, а в сезоне 1938/39, в котором команда выступала в Первом дивизионе, провёл 22 матча в лиге. Он сохранил за собой место в воротах команды в сезоне 1939/40 и сыграл в трёх первых матчах чемпионата, но затем все официальные турниры были отменены в связи с началом Второй мировой войны.
В военное время Бридон в качестве гостевого игрока выступал за «Рочдейл», «Болтон Уондерерс» и «Манчестер Сити». Также он продолжал играть за «Манчестер Юнайтед» в военных турнирах, сыграв за клуб 164 матча с 1939 по 1944 год. В октябре 1945 года покинул команду, проиграв конкуренцию в воротах «Юнайтед» молодому Джеку Кромптону. После этого подписал контракт с «Бернли». Дебютировал за клуб 7 января 1946 года в матче Кубка Англии против «Сток Сити». Это был его единственный матч за «Бернли». В мае 1946 года Бридон покинул клуб и завершил карьеру футболиста.

## Тренерская карьера
После завершения карьеры игрока Бридону предложили должность главного тренера в клубе «Нью-Брайтон», но он отказался. В августе 1947 года он принял предложение клуба Третьего северного дивизиона «Галифакс Таун» и был назначен главным тренером команды. Он провёл этой должности три сезона, за это время команда не завершала сезона выше 19-го места. В 1950 году покинул клуб. Затем несколько лет работал скаутом «Брэдфорд Сити». В январе 1955 года стал главным тренером клуба «Брэдфорд Парк Авеню». Через девять месяцев покинул клуб. В дальнейшем работал скаутом клуба «Лидс Юнайтед».

## Статистика выступлений
| Клуб              | Сезон            | Лига | Лига | Кубок | Кубок | Итого | Итого |
| Клуб              | Сезон            | Игры | Голы | Игры  | Голы  | Игры  | Голы  |
| ----------------- | ---------------- | ---- | ---- | ----- | ----- | ----- | ----- |
| Барнсли           | 1928/29          | 1    | 0    | 0     | 0     | 1     | 0     |
| Барнсли           | 1929/30          | 4    | 0    | 0     | 0     | 4     | 0     |
| Барнсли           | 1930/31          | 3    | 0    | 0     | 0     | 3     | 0     |
| Барнсли           | Итого            | 8    | 0    | 0     | 0     | 8     | 0     |
| Шеффилд Уэнсдей   | 1930/31          | 10   | 0    | 2     | 0     | 12    | 0     |
| Шеффилд Уэнсдей   | 1931/32          | 10   | 0    | 0     | 0     | 10    | 0     |
| Шеффилд Уэнсдей   | 1932/33          | 12   | 0    | 0     | 0     | 12    | 0     |
| Шеффилд Уэнсдей   | 1933/34          | 13   | 0    | 0     | 0     | 13    | 0     |
| Шеффилд Уэнсдей   | Итого            | 45   | 0    | 2     | 0     | 47    | 0     |
| Манчестер Юнайтед | 1935/36          | 3    | 0    | 0     | 0     | 3     | 0     |
| Манчестер Юнайтед | 1936/37          | 1    | 0    | 0     | 0     | 1     | 0     |
| Манчестер Юнайтед | 1937/38          | 9    | 0    | 0     | 0     | 9     | 0     |
| Манчестер Юнайтед | 1938/39          | 22   | 0    | 0     | 0     | 22    | 0     |
| Манчестер Юнайтед | 1939/40          | 3    | 0    | 0     | 0     | 3     | 0     |
| Манчестер Юнайтед | Итого            | 35   | 0    | 0     | 0     | 35    | 0     |
| Бернли            | 1945/46          | –    | –    | 1     | 0     | 1     | 0     |
| Бернли            | Итого            | 0    | 0    | 1     | 0     | 1     | 0     |
| Всего за карьеру  | Всего за карьеру | 88   | 0    | 3     | 0     | 91    | 0     |